# ʿAbbād ibn Bishr
ʿAbbād ibn Bishr (in arabo عباد بن بشر‎?; Yathrib, 606 circa – Yamama, dicembre 632) è stato un Sahaba, caduto martire nella battaglia della Yamama.
Appartenente al clan arabo medinese dei B. ʿAbd al-Ashhal, della tribù dei B. Aws, ʿAbbād fu affascinato dalla lettura del Corano, recitato da Mus'ab ibn 'Umayr prima dell'Egira, quando ʿAbbād aveva all'incirca quindici anni. La sua devozione verso il testo sacro dell'Islam fu tale che si specializzò nella sua lettura salmodiata, tanto da guadagnarsi il soprannome di amico del Corano. La moglie di Maometto, ʿĀʾisha, disse una volta: "Ci sono tre persone tra gli Anṣār che nessuno può superare per virtù: Saʿd b. Muʿādh, Usayd b. Ḥuḍayr e ʿAbbād ibn Bishr".

## Esempio di coraggio e di fede
Nel 625, Maometto venne a sapere che le tribù del Najd stavano progettando di assaltare Medina. Per anticiparli, inviò un distaccamento armato di oltre quattrocento guerrieri, incluso ʿAbbād b. Bishr. Arrivando nel Najd, essi trovarono gli uomini delle tribù che s'erano dispiegati nelle colline. Quando giunse il momento d'elezione per la preghiera canonica dell'ʿasr, il Profeta, nel timore di un'imboscata, sistemò i musulmani in ranghi e li divise in due gruppi ed essi compirono la ṣalāt al-khawf (preghiera della paura). Vedendo quei ranghi disciplinati, i componenti delle tribù najdiane si sentirono a disagio e dopo che Maometto seppe della loro presenza, giudicò che lo scontro non fosse necessario e decise di partire per Medina. Sulla via del ritorno, i musulmani si accamparono in un vallone per la notte. La responsabilità di sorvegliare l'accampamento fu assunta da ʿAbbād b. Bishr e da ʿAmmār b. Yāsir, che Maometto aveva affratellato" al momento del loro arrivo a Medina.
Dopo aver raggiunto l'imboccatura della valle,ʿAbbād notò che suo "fratello" era stanco e si offrì di vegliare per la prima metà della notte e di permettergli di riposare. Dal momento che non sembravano esserci minacce di rilievo, ʿAbbād si alzò in piedi per la preghiera. Mentre era intento nella recita dei versetti previsti, uno politeista che andava in cerca di Maometto e dei suoi seguaci per informarne i suoi, si inerpicò sulla montagna per controllare meglio la situazione e vide a una certa distanza la figura di ʿAbbād, capendo che le forze musulmane si trovavano all'interno della valle. Silenziosamente impugnò allora il suo arco e vibrò una freccia che si conficcò nella carne di ʿAbbād. Con grande calma, ʿAbbād estrasse la freccia e proseguì nella sua recitazione, ancora intento ad assolvere all'obbligo della ṣalāt. L'aggressore scagliò ancora due frecce, che raggiunsero entrambe il bersaglio. ʿAbbād estrasse anche quelle e finì la sua preghiera. Indebolito e sofferente, ʿAbbād stese la mano mentre ancora in prostrazione e scosse il suo compagno addormentato. ʿAbbād proseguì la sua preghiera fino al suo completamento e solo allora disse: "Alzati e stai di guardia al mio posto. Sono stato ferito".
ʿAmmār si alzò e vide tanto ʿAbbād quanto l'aggressore nell'oscurità. ʿAmmār si accorse che ʿAbbād sanguinava dalle sue ferite e disse: "Perché non m'hai svegliato quando la prima freccia t'ha colpito?".
ʿAbbād rispose: "Stavo recitando i versetti del Corano che riempivano il mio animo di timore e non volevo accorciare la recitazione. Maometto m'aveva ordinato di imparare questa sūra a memoria. La morte mi sarebbe stata più cara dell'interruzione della recita di questa sura".

## La battaglia della Yamāma
ʿAbbād b. Bishr combatté a Badr e fu presente a tutti i principali fatti d'arme della Umma.

Fu ucciso mentre combatteva contro le forze di Musaylima l'Impostore nella battaglia della Yamama nel 632. Prima della battaglia notò la mancanza di mutua fiducia tra Muhājirūn e Anṣār, capendo che lo scontro sarebbe stato infausto per i musulmani se essi avessero agito separatamente, identificando perfettamente quanti si sarebbero assunti le proprie responsabilità e quanti sarebbero invece rimasti inerti nell'imminente combattimento. Quando la battaglia cominciò, ʿAbbād ibn Bishr salì su una collinetta e gridò:
ʿAbbād prese con sé quattrocento uomini tra gli Anṣār e si slanciò con essi contro i ranghi del nemico, obbligandolo a ritirarsi nel giardino della morte, in cui ʿAbbād ibn Bishr fu ferito a morte.

Sebbene la battaglia finisse con una vittoria musulmana, 1.200 uomini tra loro furono uccisi. Le ferite di ʿAbbād erano talmente numerose che era a stento identificabile.